# Winston Sharples
Winston Singleton Sharples (ur. 1 marca 1909, zm. 3 kwietnia 1978) – amerykański kompozytor, znany ze współpracy z wytwórnią Paramount Pictures. Przez 35 lat kariery Sharples skomponował muzykę do ponad 700 krótkometrażowych filmów animowanych, oraz dwóch filmów fabularnych Franka Bucka, Wild Cargo (1934) i Fang and Claw (1935).

## Życiorys
Winston Sharples urodził się w Fall River, w stanie Massachusetts, jako syn Williama i Mary Sharples. Zaczął grać na fortepianie w wodewilach mając 8 lat.
W 1931 ożenił się z Daisy Shockley, z którą miał syna, Winstona Sharplesa jr, który został dyrektorem muzycznym The Mighty Hercules.
Winston Sharples zmarł w wieku 69 lat w Hilton Head, w Karolinie Południowej.

## Wybrana muzyka filmowa
- 1945: Sympatyczny duszek